# 沃夫恰特奇
49°23′45″N 24°20′15″E / 49.39583°N 24.33750°E

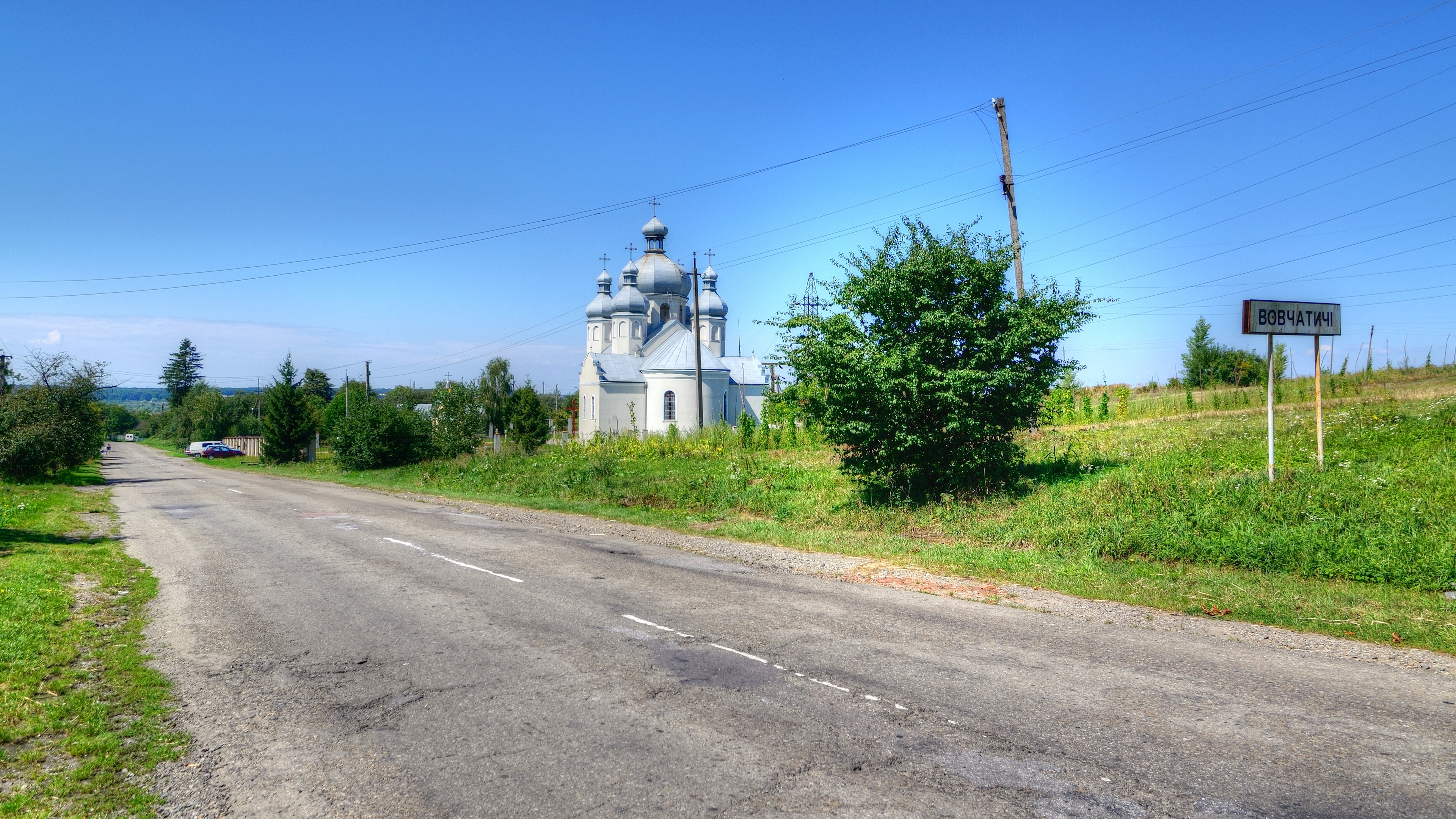

沃夫恰特奇（烏克蘭語：Вовчатичі）是烏克蘭西部的村莊，隸屬利維夫州的斯特雷區。該村面積1.65平方公里，海拔高度263米，2001年人口1,085，人口密度每平方公里657.58人。